# Đào Hồng Cẩm
Đào Hồng Cẩm (4 tháng 1 năm 1924 – 16 tháng 1 năm 1990) là nhà viết kịch, nhà văn Việt Nam. Ông đã được trao tặng Giải thưởng Hồ Chí Minh về Văn học –Nghệ thuật đợt 1 (1996).

## Tiểu sử và sự nghiệp
Ông tên thật Cao Mạnh Tủng sinh năm 1924 tại xã Hải Phú, Hải Hậu, Nam Định. Bút danh Đào Hồng Cẩm là ghép tên ba chị em gái của ông. Năm 1947, ông nhập ngũ lúc đang làm thầy giáo ở miền núi. Đi kháng chiến, ông tích cực tham gia vào sinh hoạt sân khấu lửa trại ở đơn vị. Từ năm 1950 đến 1954, ông công tác tại bộ phận chuyên trách văn công của Sư đoàn 308. Ở đây ông bắt đầu viết kịch nhưng chủ yếu chỉ là các hoạt cảnh, kịch ngắn.
Năm 1956, ông cho ra mắt vở hài kịch Nghị Hụt, cộng tác với Sỹ Hanh. Những kịch bản sau đó của ông đã gây được tiếng vang lớn như Trước giờ chiến thắng (1960), Chị Nhàn (1961), Nổi gió (1964), Một người mẹ (1974), Bước theo Anh, Trang sổ tay chiến sĩ (1973), Tổ quốc (1976) – viết chung với Xuân Đức, Đại đội trưởng của tôi (1974), Tiếng hát... Đặc biệt Chị Nhàn và Nổi gió, khắc hoạ hình ảnh người phụ nữ cách mạng anh hùng, là những tác phẩm tiêu biểu của kịch nói Việt Nam trong những năm chiến tranh. Nổi gió còn được đạo diễn Huy Thành dựng thành bộ phim nổi tiếng cùng tên. Một trong những đề tài thường trực của ông là hình ảnh của những người chiến sĩ cộng sản, như trong các tác phẩm Tổ quốc, Đại đội trưởng của tôi...
Ngoài sự nghiệp sáng tác, Đào Hồng Cẩm còn có đóng góp lớn trong việc xây dựng Đoàn kịch nói Quân đội. Ông là Đoàn trưởng chỉ đạo nghệ thuật của đoàn từ 1958 – 1965 và 1977 – 1985. Ông về hưu với quân hàm đại tá.
Đào Hồng Cẩm được coi là một trong những nhà viết kịch tiêu biểu trong kịch nói Việt Nam hiện đại. Năm 1996, ông được truy tặng Giải thưởng Hồ Chí Minh về văn học nghệ thuật.
Ông mất vào ngày 16 tháng 1 năm 1990, thọ 66 tuổi.

## Tác phẩm
- Nghị Hụt (1956)
- Trước giờ chiến thắng (1960)
- Chị Nhàn (1961)
- Nổi gió (1964)
- Bước theo anh (1966)
- Một người mẹ (1974)
- Trang sổ tay chiến sĩ (1973)
- Đại đội trưởng của tôi (1974)
- Tổ quốc (1976) viết chung với Xuân Đức
- Đêm và ngày (1978)
- Tiếng hát – Huy chương vàng Hội diễn sân khấu 1985